# Edward Clark
Thomas Edward Clark (Newcastle upon Tyne, Northumberland (Anglaterra), 10 de maig, 1888 - Londres, 30 d'abril, 1962), va ser un director d'orquestra i productor musical anglès per a la BBC.

## Carrera
A través de les seves posicions al capdavant de noves organitzacions musicals i dels seus amplis contactes amb compositors britànics i europeus, va tenir un gran impacte a l'hora de posar la música clàssica contemporània a l'abast del públic britànic durant més de 30 anys. Va ser una figura destacada en els Concerts de Música Contemporània de la BBC entre 1926 i 1939, i va tenir un paper important en la fundació i el desenvolupament inicial de l'Orquestra Simfònica de la BBC. Va ocupar càrrecs destacats a la Societat Internacional de Música Contemporània (ISCM) des dels seus inicis el 1922, i va ser-ne el president de 1947 a 1952.
Va ser responsable de produir una sèrie d'estrenes mundials i britàniques importants (algunes de les quals també va dirigir), i va estar associat amb la majoria dels compositors europeus i britànics importants, com ara Arnold Schoenberg, Anton Webern, Alban Berg, Ferruccio Busoni, Igor Stravinsky, Béla Bartók, Paul Hindemith, William Walton, Arthur Bliss , Arnold Bax, Peter Warlock, John Ireland, Constant Lambert, Arthur Benjamin, Humphrey Searle, Trevor Denis ApIvor, Alan Rawsthorne, Benjamin Britten, Michael Tippett, Benjamin Frankel, Robert Gerhard, Luigi Dallapiccola, Christian Darnton i altres.
Edward Clark va ser descrit per alguns com a mefistofelià. Era franc, immensament erudit i visionari. Però també era un canó fluix quan es tractava d'assumptes administratius, tendia a despistar-se amb el seu enfocament massa individual, no tolerava cap interferència i desconfiava d'aquells que no compartien la seva visió, però sovint els comunicaven de manera inadequada aquesta visió. El 1936 aquests temes van contribuir en gran part a la seva prematura sortida de la BBC i del santuari interior de l'escena musical contemporània, que havia contribuït a crear tant com ningú, i més que la majoria. La seva integritat personal pel que fa a l'ús de fons oficials també va ser qüestionada més d'una vegada, en una instància que va provocar un escàndol públic i un cas judicial en què va demandar Benjamin Frankel per calumnia.
L'exdona de Clark, Dorothy Eckersley, va ser empresonada l'any 1945 per fer emissions anti-britàniques en una emissora de ràdio alemanya durant la Segona Guerra Mundial; el seu fill adolescent James Clark també va participar en això. La seva segona dona va ser la compositora Elisabeth Luytens, amb qui va tenir un altre fill.

## Joventut
Thomas Edward Clark va néixer a Newcastle upon Tyne el 1888. El seu pare, James Bowness Clark (1863–1934), va ser un exportador de carbó i músic aficionat que va donar suport als interessos musicals del seu fill i durant dues dècades va ser el secretari del Newcastle i Unió Coral de Gateshead. Ell i la seva dona Elizabeth, de soltera Thirlaway (1858–1939) van tenir tres fills.
Edward Clark es va educar a la "Royal Grammar School" de Newcastle. Estudiant a París els anys 1907 i 1908, va conèixer Claude Debussy, Albert Roussel i Maurice Ravel. Va tornar a Newcastle i va presentar un article anomenat "Paper on a Modern French Composer: Claude Debussy"; en aquell moment va formular un fort desig d'animar el públic britànic "a entendre aquesta música d'avui abans que es converteixi en la música d'abans d'ahir". El 1909 va estudiar direcció amb Oskar Fried a Berlín mentre treballava com a corresponsal a Berlín de "The Musical Times".

## Trobada amb Schoenberg i el seu cercle
La primera exposició de Clark a la música d'Arnold Schoenberg va ser en una interpretació del seu poema simfònic Pelleas und Melisande el 31 d'octubre de 1910 en un concert de la "Gesellschaft der Musikfreunde" a Berlín. Va quedar profundament impressionat per aquesta música, i va ser presentat a Schoenberg i Anton Webern després del concert. Es va convertir en el campió de Schoenberg i, juntament amb gent com Artur Schnabel, Ferruccio Busoni, Oskar Fried i altres, el van convèncer de traslladar-se de Viena a Berlín, a causa de les majors oportunitats i contactes que hi havia allà. Des de 1910 fins a 1912 Clark va estudiar amb Schoenberg a Berlín, l'únic estudiant britànic que va tenir mai. Al principi Clark va ser el seu únic alumne, després se li va unir Eduard Steuermann i d'altres més tard. Clark va organitzar que Schoenberg donés una sèrie de deu conferències públiques al Conservatori Stern ("10 conferències sobre l'estètica de la música i les regles de la composició"), a les quals també va assistir. Va ajudar a recaptar fons per a Schoenberg i va participar en la publicació de les seves Five Pieces for Orchestra en una edició barata, que es va esgotar ràpidament. Un dels compradors va ser Sir Henry Wood.
El 3 de setembre de 1912, Wood va dirigir l'estrena mundial de Five Pieces for Orchestra en un concert del "Promenade al Queen's Hall" de Londres. A proposta de Wood, Clark va convidar a Schoenberg a debutar com a director britànic, i el 17 de gener de 1914 va dirigir el mateix treball al mateix lloc.
Clark va assistir a l'estrena de Gurre-Lieder a Leipzig el gener de 1914 juntament amb Schoenberg, Webern i altres. S'havia plantejat establir-se permanentment a Alemanya, i l'assumpte es va decidir quan se li va oferir un lloc professional a Stettin. A principis d'agost de 1914 assistia al Festival de Bayreuth, de camí a ocupar aquest càrrec, quan va esclatar la Primera Guerra Mundial. Va ser arrestat a Bayreuth com a ciutadà d'un país enemic, i internat al camp d'internament de Ruhleben prop de Berlín; Edgar Bainton, el seu col·lega de Newcastle, també va ser internat en aquell moment, com Ernest MacMillan, Arthur Benjamin i altres. Clark va ser alliberat el maig de 1918 a través de les oficines de la Creu Roja.
Al seu retorn a Londres, es va convertir en assistent de direcció d'Ernest Ansermet i Adrian Boult per a les temporades dels Ballets Russos de Serguei Diàguilev, i va fer amistat amb Diàguilev i Igor Stravinski. L'hivern i la primavera de 1921 va presentar dues sèries de concerts de nova música, que van resultar molt populars però que li van fer guanyar pocs diners. El 8 d'abril al "Queen's Hall" va presentar l'estrena al Regne Unit de la Suite de Stravinsky de 1919 de L'ocell de foc les estrenes mundials: The Bard of the Dimbovitza d'Arnold Bax, cicle de cançons amb orquestra, amb Ethel Fenton (mezzosoprano) i la "Storm Music" de la música incidental de The Tempest d'Arthur Bliss.
El 20 d'abril de 1921, Conversations per a quartet de corda d'Arthur Bliss es va estrenar mundialment en un concert de Clark. El 6 de maig de 1921 va presentar la Simfonia de cambra núm. 1, op. 9, de Schoenberg, al públic britànic per primera vegada, al "Aeolian Hall". Els intèrprets eren Charles Woodhouse (violí), John Barbirolli (violoncel), Leon Goossens (oboè) i Aubrey Brain i Alfred Brain (corns). Això formava part d'una sèrie de quatre concerts d'obres recents de compositors francesos, alemanys i anglesos, molts d'ells primeres actuacions angleses. El 20 de maig de 1921 va dirigir l'estrena britànica de Noches en los jardines de España de Manuel de Falla, amb el compositor al piano.
Clark va assistir a la sessió inaugural de la "Societat Internacional per la Música Contemporània" (ISCM) a Salzburg el 1922, i va romandre una figura important de l'organització durant la resta de la seva vida.
L'agost de 1921 es va casar amb Dorothy ("Dolly") Stephen, i el seu fill James Royston Clark va néixer el 1923.

## Corporació Britànica de Radiodifusió
Clark va ser contractat per la BBC l'agost de 1924 com a director musical de la seva emissora de Newcastle. Aviat es va notar la seva imaginació, creativitat i enfocaments innovadors a la programació, atraient elogis dels cercles musicals locals de Newcastle; però també ho eren les seves mancances administratives. El desembre de 1924, a Newcastle, Clark va dirigir l'estrena mundial de la versió orquestral de Verklärte Nacht d'Arnold Schoenberg. L'orquestra de l'estació de Newcastle es va dissoldre a finals de 1926, i Clark es va traslladar a Londres el gener de 1927 com a planificador de programes, a petició de Percy Pitt.
Encara que només va ser emprat a temps complet per la BBC durant set anys més, va ser principalment gràcies a la seva influència que la BBC es va establir com a mecenes internacional de la nova música. També va fer una quantitat considerable de direcció durant aquest període, de vegades de les obres que estava produint per a la BBC, i de vegades com a autònom.
El 19 de juny de 1927 va dirigir l'estrena britànica del Concert per a piano i instruments de vent d'Igor Stravinsky, amb el compositor (en el seu debut a la ràdio britànic) i la "Wireless Symphony Orchestra". Del 10 al 12 de juliol de 1927 va dirigir tres representacions totalment escenificades de Histoire du soldat al "Arts Theatre Club"; es van cantar en anglès i es va emetre la tercera actuació. Clark també havia interpretat aquesta obra en la seva estrena britànica a la tardor de 1926 a Newcastle.
El novembre d'aquell any va poder assegurar a Oskar Fried el seu primer compromís de direcció britànic (el programa incloïa Weber, Brahms i Liszt). Clark va convidar Schoenberg a Londres per dirigir la primera actuació britànica del seu Gurre-Lieder el 27 de gener de 1928, i va ajudar amb els assajos. (Havia intentat tenir l'estrena l'any anterior, el 14 d'abril de 1927, però aquests plans van fracassar.)
L'abril de 1929, Edward Clark juntament amb Julian Herbage del Departament de Música de la BBC van idear un pla per a una orquestra de 114 peces que s'adaptava especialment a la transmissió, i que es podia dividir en quatre grups diferents segons calia. Aquest va ser el concepte viable original per a l'Orquestra Simfònica de la BBC després que algunes idees anteriors de Sir Thomas Beecham s'haguessin destruït. Beecham va ser la primera opció per a director en cap, però es va retirar i Adrian Boult va dirigir l'orquestra durant els següents 20 anys. Tanmateix, Boult no sempre va donar suport a les eleccions de repertori de Clark. Es va negar a tocar la música d'Alexander Scriabin que Clark va programar, anomenant-la "música malvada", i fins i tot va prohibir les emissions de la música de Scriabin durant la dècada de 1930. També és cert que no tenia cap simpatia personal amb la música de la Segona Escola de Viena, descrivint la Lyric Suite d'Alban Berg com "una disculpa del saló de Kensington pel que Berg realment volia dir", però la influència de Clark va ser tal que almenys estava preparat per participar en actuacions d'aquesta música.
Va ser Clark qui va suggerir a William Walton que convidés Paul Hindemith a ser solista a l'estrena del seu Concert per a viola el 1929, quan el dedicat Lionel Tertis va declinar. Tertis també va afirmar haver suggerit Hindemith en el seu lloc, però Walton va confirmar que era idea de Clark. Walton inicialment es va mostrar una mica reticent a convidar Hindemith, ja que va sentir que havia modelat el concert massa a prop de l'estil d'aquest últim, que ràpidament reconeixeria; però gràcies a Edward Clark, la invitació va ser enviada i acceptada, l'estrena va tenir lloc el 3 d'octubre i els dos compositors es van fer amics de tota la vida (s'havien conegut breument el 1923).
Clark va tenir un paper encara més gran a la Belshazzar's Feast; de Walton: va ser el seu progenitor. El 21 d'agost de 1929 va demanar a Walton una obra apta per a la retransmissió, escrita per a un petit cor, solista i una orquestra que no superés els 15 intèrprets. Walton va agrair més tard a Clark per posar la festa de Belshazzar a l'atenció de Serguei Prokófiev, que va mostrar cert interès en ella.
El seu amic John Ireland va presentar Alan Bush a Clark, que va ser responsable de fer emetre moltes de les obres de Bush entre 1929 i 1936.
El 3 de març de 1930, Edward Clark va tenir un paper important en la primera emissió completa (18 poemes) de Walton's Façade, al Central Hall, Westminster, amb Edith Sitwell i Constant Lambert (contants), dirigint Leslie Heward.
El 9 de gener de 1931, Schoenberg va dirigir l'Orquestra Simfònica de la BBC a l'estrena britànica d'Erwartung. Clark va ser capaç d'utilitzar el prestigi i els contactes que ja havia creat per assegurar el Festival ISCM de Londres i Oxford el juliol de 1931.
A més de Schoenberg, Clark va convidar Anton Webern i Alban Berg a visitar Anglaterra diverses vegades per dirigir les seves pròpies obres. Berg es mostrava molt reticent, insistint que no era director. Clark, tanmateix, es va assegurar que les seves obres principals fossin interpretades a Anglaterra: la Suite lírica i el Concert de cambra (21 d'abril de 1933); els fragments de Wozzeck (13 de maig de 1932), i complets en concert (14 de març de 1934); Der Wein; les Peces simfòniques de Lulu (20 de març de 1935; era la primera vegada que Berg havia escoltat aquesta música (per ràdio); no n'havia d'escoltar-ne en directe fins l'11 de desembre a Viena, quinze dies abans de la seva mort); i, pòstumament, el Concert per a violí.
Entre novembre de 1932 i gener de 1933, mentre estava a Barcelona, Schoenberg va escriure una transcripció per a violoncel i orquestra del Concert per a teclat en re de Georg Matthias Monn. El va escriure per a Pau Casals, a qui va oferir la primera actuació, però Casals va declinar. Va rebre la seva primera emissió pública el 3 de febrer (o 5 de febrer) de 1933 en un estudi a la tarda emès des de Londres per l'Orquestra Simfònica de la BBC sota la direcció d'Edward Clark, amb el solista Antoni Sala. No hi va haver cap anunci d'aquesta estrena mundial i no hi ha documentació actual de l'emissió. Schoenberg probablement hi assistia; va estar a Londres per dirigir l'estrena mundial (emissió) de l'Orquestra Simfònica de la BBC de les Variations, Op. 31.
L'1 de març de 1933, només quatre setmanes després que Adolf Hitler s'hagués esdevingut canceller alemany, Schoenberg va renunciar al seu càrrec de professor davant l'acomiadament imminent per formar part del que Hitler havia descrit com "el domini jueu de la música occidental". Es va traslladar a París el 16 de maig, amb la intenció de romandre allà, però no va tenir sort a l'hora d'aconseguir un editor francès ni cap oportunitat de direcció. Va escriure a Edward Clark per postal més tard aquell mes, demanant-li que utilitzés els seus contactes per aconseguir-li algunes interpretacions del Concert per a quartet de corda i orquestra, i una editorial britànica per a aquesta obra i el Concert per a violoncel. També buscava que el seu drama jueu, escrit entre 1925 i 1926, fos publicat per un editor jueu britànic. Clark es va acostar a diverses persones en nom de Schoenberg, però només va rebre contratemps. Tanmateix, va organitzar dos concerts al novembre, en els quals Pierrot Lunaire i la Suite, op. 29 rebrien actuacions. Però no va ser així. Schoenberg va rebre una oferta d'un lloc d'ensenyament en una acadèmia de música de Boston, i va decidir abandonar Europa, navegant cap als Estats Units el 25 d'octubre de 1933.
Clark va estar a Moscou el gener de 1934, on va dirigir el Concert per a piano en mi bemoll major de John Ireland. El 8 de febrer de 1935 va dirigir la primera emissió britànica de Die Dreigroschenoper de Kurt Weill. Va rebre crítiques mordaces d'Ernest Newman i altres crítics. Però les crítiques més salvatges van venir del mateix Weill, que la va descriure en privat com "la pitjor actuació que es pugui imaginar... tot va ser totalment incomprès". Però les seves crítiques semblen haver estat pel concepte de la peça com una versió germanitzada de The Beggar's Opera, més que per la direcció de Clark, de la qual Weill no en va fer cap menció.
També el 1935 va escollir Harriet Cohen per interpretar la nova música soviètica de Dmitri Xostakóvitx, Dmitri Kabalevski, Leonid Polovinkin i Georgy Kh. Mepurnov a Londres. El mateix any va ser fonamental en l'organització d'una sèrie d'emissions de la BBC, en les quals el compositor i musicòleg alemany emigrat Ernst Hermann Meyer es va comprometre a presentar importants revivals de la música consort del segle XVII.
Clark va ser el responsable de portar Béla Bartók a Gran Bretanya per interpretar les seves obres als Proms, com el Concert per a piano núm. 2 el 7 de gener de 1936 sota la direcció de Sir Henry Wood. A través dels esforços de Clark l'estrena mundial de les Variacions de Schoenberg, Op. 31, va tenir lloc a Viena el 1936 sota l'Orquestra Simfònica de la BBC.
Edward Clark podria haver suggerit el nom de Benjamin Britten a Alberto Cavalcanti de la GPO Film Unit com un jove compositor que hauria de tenir en compte per a les partitures de pel·lícules. Això va conduir a la partitura de Britten de Night Mail (1936). Clark havia planejat tenir l'estrena mundial de la Cantique d'amour de Britten presentada per la BBC el 1936, però les percepcions sobre la moral personal de Britten van fer que el pla fos arxivat, per a disgust de Clark.
Sota la direcció d'Edward Clark i Constant Lambert, algunes de les obres més grans de Bernard van Dieren van ser interpretades per la BBC durant els últims anys del compositor, i just després de la seva mort el 1936.
El 19 de gener de 1936, Hindemith va viatjar a Londres amb la intenció de tocar l'estrena britànica del seu concert per a viola Der Schwanendreher, amb Adrian Boult i la BBC Symphony Orchestra al Queen's Hall el 22 de gener. No obstant això, poc abans de la mitjanit del 20 de gener, el rei Jordi V va morir. El concert es va cancel·lar, però Boult i Clark encara volien la implicació d'Hindemith en qualsevol música que s'emetia al seu lloc. Van debatre durant hores quina podria ser una peça adequada, però no es va trobar res, així que es va decidir que Hindemith hauria d'escriure alguna cosa nova. L'endemà, d'11 a.m. a 5 de la tarda, Hindemith es va asseure en un despatx posat a la seva disposició per la BBC i va escriure Trauermusik en homenatge al difunt rei. També va ser escrit per a viola i orquestra. Es va interpretar aquella nit en una retransmissió en directe des d'un estudi de ràdio de la BBC, amb Boult dirigint i el compositor com a solista.

## Dimissió de la BBC

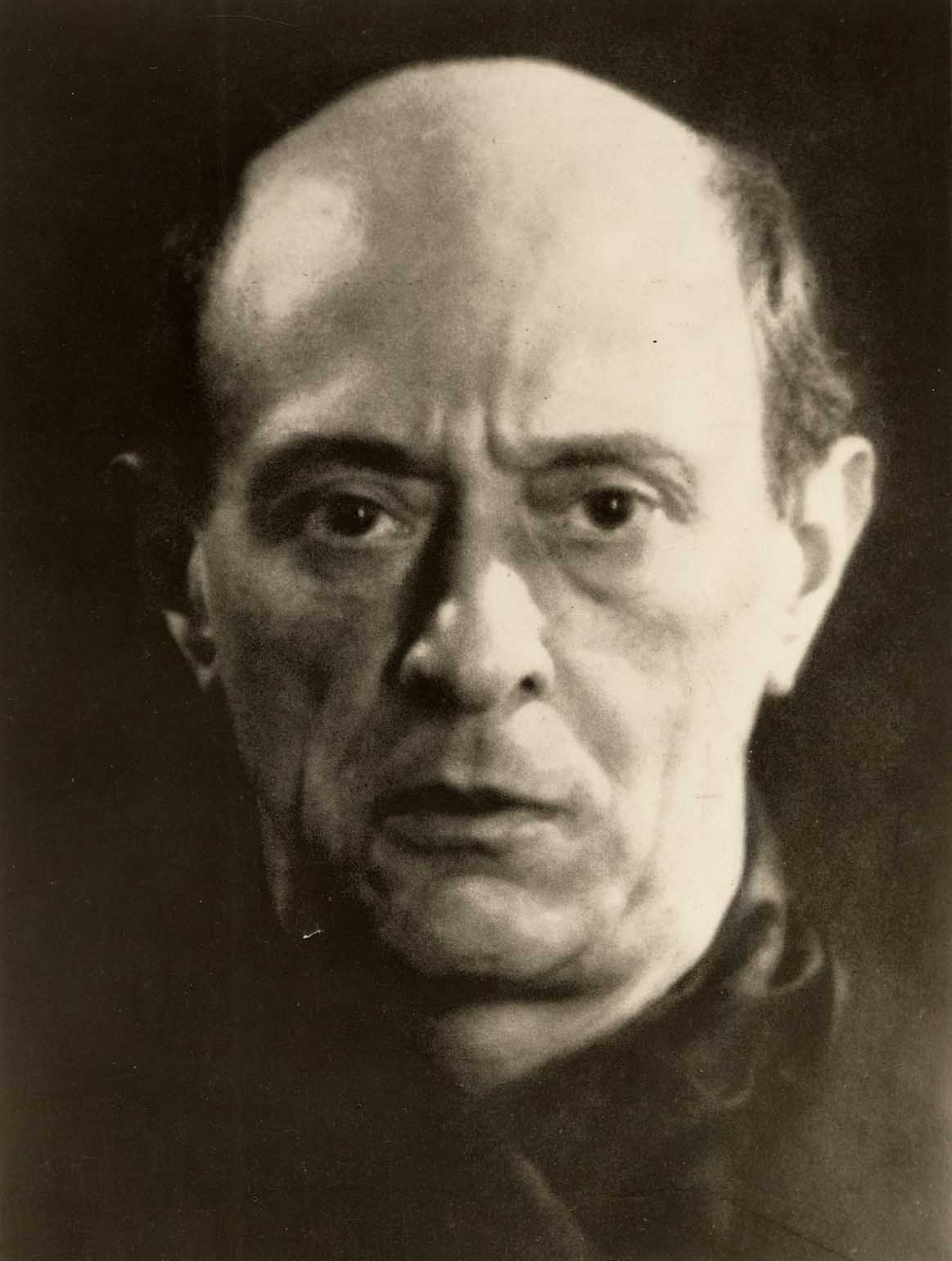
Arnold Schoenberg, 1927, de Man Ray

Clark va dimitir abruptament i enfadat de la BBC el 16 de març de 1936. La causa immediata d'aquesta protesta van ser algunes alteracions en els programes de concerts per a la propera gira europea de l'Orquestra Simfònica de la BBC, en la qual havia invertit molt de temps i molta cura. Aquests canvis es van fer sense el seu coneixement i mentre estava de baixa per malaltia, i van incloure l'eliminació completa de les Quatre peces orquestrals de Béla Bartók del programa de Budapest.
Tanmateix, aquesta separació de camins s'adaptava a moltes persones de la BBC, ja que va sorgir arran de les crítiques molt fortes que s'havien anat generant durant molt de temps sobre els mals hàbits laborals de Clark, la seva ineficiència general, la seva falta de puntualitat i la manca de terminis importants. el seu desordre administratiu i la seva falta de voluntat per comunicar-se amb els seus companys sobre el que estava fent, pensant o planejant. El seu acomiadament s'havia plantejat més d'una vegada. La seva direcció també va ser objecte de crítiques, ja que no podia establir ràpidament una relació amb els seus músics ni donar instruccions fortes i inequívoques als seus intèrprets, i es va desanimar d'aquesta activitat. La seva integritat personal també s'havia posat en dubte: va prendre una baixa per malaltia el 1928 a causa d'un reumatisme greu que va obligar a tenir el braç afectat en una funda, però mentre estava de baixa va dirigir orquestres tant a Londres com a Praga. Després hi va haver un viatge a Europa per negociar amb Arturo Toscanini sobre la seva participació en les properes aparicions de l'Orquestra Simfònica de la BBC al Maggio Musicale Fiorentino de Florència; Clark va canviar els seus arranjaments de viatge a l'últim minut, es va quedar una setmana més del que estava previst, encara no va completar la tasca a la qual li havien enviat i la difícil relació que Toscanini ja tenia amb la BBC es va agreujar encara més. Adrian Boult va donar suport a Clark fins a l'empunyadura, dient que havia fet una molt bona feina en circumstàncies molt difícils; però ja era massa tard.
Clark mai va tornar a treballar en una feina estable, tot i que va ser consultor de la BBC en determinats projectes, i va continuar treballant com a autònom durant uns quants anys fins que el treball es va acabar.

## Després de la BBC
La marxa d'Edward Clark va tenir l'efecte de relegar a Schoenberg, Webern, Berg i altres membres de la Segona Escola Vienesa a compositors marginals pel que fa al públic britànic, i no van ser portats de nou al corrent principal fins al nomenament de William Glock el 1959. El repertori de l'Orquestra Simfònica de la BBC es va veure afectat de la mateixa manera; es va centrar més en les obres de compositors romàntics i post romàntics durant els propers 25 anys, deixant la música contemporània a lluitar per audiències limitades. "La tonalitat havia tornat a les ones", per alleujament de molts.
Però el mateix Clark es va mantenir ocupat amb l'ISCM i altres activitats. El 19 d'abril de 1936 va ser al Festival ISCM de Barcelona per a l'estrena mundial del Concert per a violí de Berg, interpretat per Louis Krasner. Va organitzar que Krasner anés a Gran Bretanya per a l'estrena local; en l'esdeveniment, va ser una actuació d'estudi privat l'1 de maig, amb l'Orquestra Simfònica de la BBC. Anton Webern, que havia anat a Barcelona per dirigir l'estrena mundial però que es va retirar a darrera hora, afortunadament va estar a l'alçada en aquesta ocasió.
La influència de Clark no es va limitar a Gran Bretanya i Europa. El pianista i compositor australià Roy Agnew va escoltar algunes de les emissions de Clark mentre estava a Gran Bretanya als anys vint. Va formar part de la xarxa de persones afins que van difondre composicions emergents arreu del món de parla anglesa. Entre 1937 i 1942 Agnew va emetre el seu propi programa de ràdio, "Modern and Contemporary Music", per a la Australian Broadcasting Commission. Sens dubte, això va ser molt influenciat pels programes de Clark.
Clark va produir versions de concert de Doktor Faust (1937) i Arlecchino (1939) de Ferruccio Busoni, molts anys abans de l'estrena a l'escenari britànic de qualsevol de les obres.

## Elisabeth Lutyens
El 1938 Edward Clark va conèixer la compositora Elisabeth Lutyens. En ràpida successió es van fer amants, ella va deixar el seu marit Ian Glennie, i amb Clark van tenir un fill (el seu quart), i es van casar el 1942. Van passar els anys de guerra a Newcastle, on va fundar la "North East Regional Orchestra" (NERO)
Lutyens estava igualment ben connectat amb l'establishment musical, i també era amic d'Igor Stravinsky. La influència de Clark podria haver estat un factor decisiu en la seva adopció de tècniques en sèrie. Segurament és el cas que la seva primera composició veritablement seriada, el Concert de cambra núm. 1, es va completar l'any 1939, l'any després que ella i Clark es fessin socis, i ella se la va dedicar a ell.
Però com que ara estava majoritàriament a l'atur, això significava que Lutyens era la principal guanyadora del pa per a la família de sis, i va assumir certes comissions que d'altra manera hauria rebutjat. Aquestes inclouen les seves partitures de pel·lícules, que han rebut el reconeixement dels darrers dies com una de les seves millors creacions. També estava preparada per fregar els pisos per ajudar a arribar a final de mes; però Clark no consideraria més que dirigir, tot i que totes les ofertes es van esgotar aviat. Va estar essencialment a l'atur durant els últims 23 anys de la seva vida. Lutyens va dir que odiava escriure la seva autobiografia de 1972 "A Goldfish Bowl", i només ho va fer per registrar els èxits anteriors de Clark.
L'any 1945, William Walton va poder compensar el bon treball de Clark des de l'estrena del Concert per a viola el 1929. Elisabeth Lutyens es va acostar a Walton per presentar-li a Muir Mathieson amb l'objectiu d'aconseguir un treball musical de pel·lícula. Va acceptar fàcilment transmetre el seu nom, però va anar un pas més enllà. Va convidar a Lutyens a escriure qualsevol obra que li agradi, a dedicar-la a ell i ell li pagaria 100 lliures sense veure's. L'obra que va escriure va ser The Pit. Clark va dirigir The Pit al Festival ISCM de Londres de 1946, juntament amb els seus Three Symphonic Preludes.

## Vida posterior

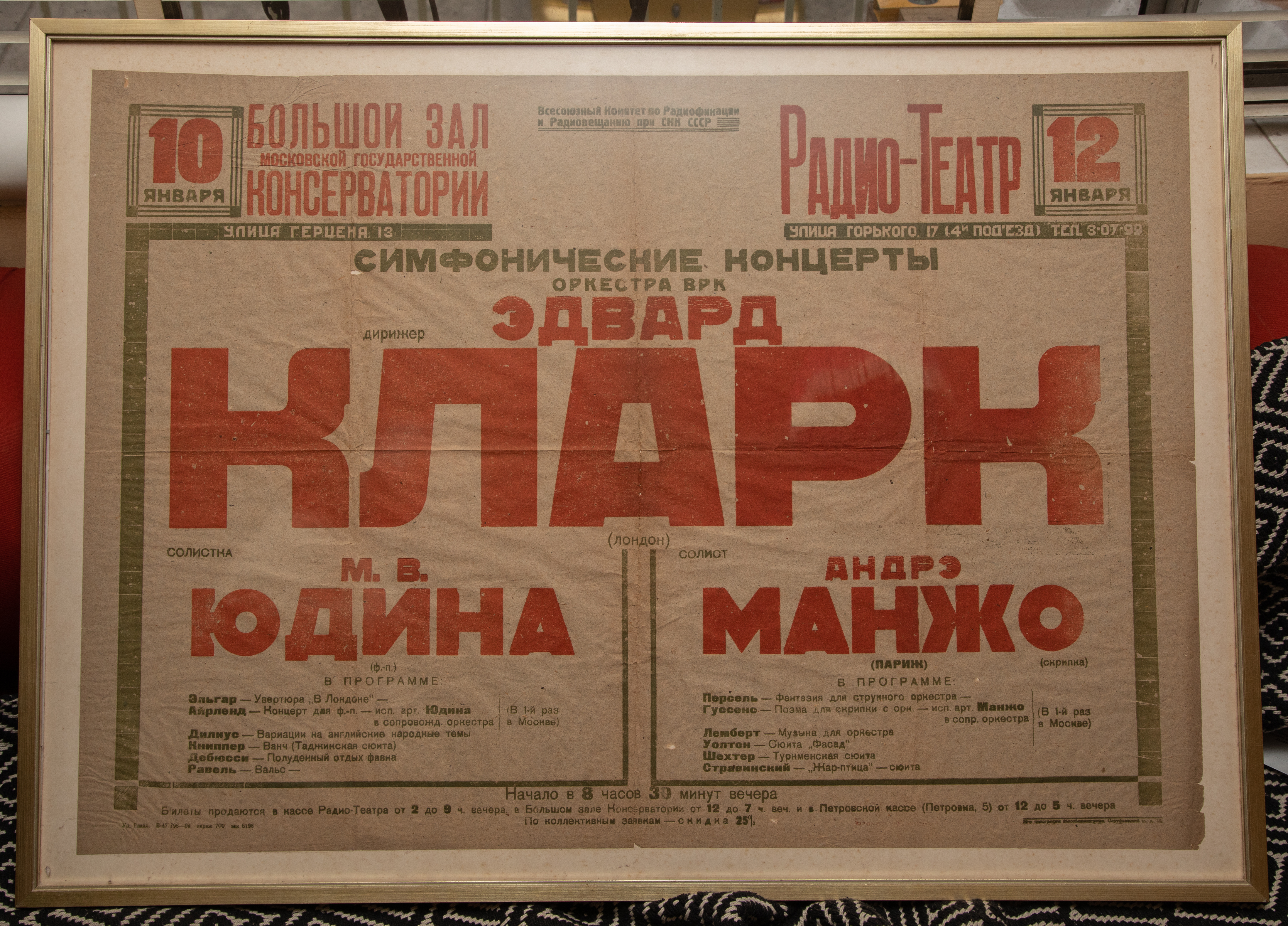
Poster del concert d'Edward Clark a Moscou

Si no era comunista, Clark sempre va ser un socialista dedicat, i va ser membre de la Societat per a les Relacions Culturals amb l'URSS (ara la Societat per a la Cooperació en Estudis Russos i Soviètics, SCRSS). Va ser en aquesta qualitat que el març de 1940 es va acostar primer a Clifford Curzon, que va declinar, i després a Moura Lympany, que va acceptar, per ser el solista de l'estrena britànica del Concert per a piano en re bemoll d'Aram Khachaturian. L'obra encara estava manuscrita i només hi havia un mes per aprendre-la. El concert va ser al "Queen's Hall" el 13 d'abril de 1940, i l'orquestra va ser dirigida per l'amic i comunista compromès de Clark, Alan Bush.
El 1945–46 va presentar tres concerts al "Wigmore Hall" de Londres, amb música de compositors britànics i europeus. Va organitzar el Festival ISCM de Londres de 1946, un any abans de ser elegit tercer president de l'organització. Va estar actiu amb l'ISCM des dels seus inicis el 1922, com a president del capítol britànic. També es va relacionar amb el "London Contemporary Music Centre" 1947–52 (on el compositor australià Don Banks va ser el seu secretari), i assessor musical de l'"Institute for Contemporary Arts" des dels seus inicis el 1948. Humphrey Searle es va convertir en el secretari general de l'ISCM amb el suport de Clark.
El 1946 Clark va assistir a la primera interpretació de les cançons de Lorca de Denis ApIvor en un concert per a la "Society for the Promotion of New Music". Va quedar impressionat i va incloure aquestes cançons en un concert de música contemporània de Londres al "Wigmore Hall" el 1947. Més tard aquell mateix any, Clark va produir la Sonata per a violí d'ApIvor, op. 9 interpretat per Antonio Brosa i Kyla Greenbaum. Va ser a través de Clark que ApIvor es va interessar pel serialisme.
Les seves habilitats administratives mai van millorar. L'any 1947, Peggy Glanville-Hicks, presidenta de la branca nord-americana de l'ISCM, es va veure obligada a escriure-li bruscament per protestar per la correspondència sense resposta en què els nord-americans havien demanat que el Festival ISCM programat per al juny de 1948 a Amsterdam se celebrés tan tard. el màxim possible durant el mes, per tal de donar-los la possibilitat d'assistir, atesos els compromisos docents universitaris existents. En l'esdeveniment, la branca nord-americana es va retirar del festival, però Glanville-Hicks va assistir a títol personal.
El 1948, per al Tercer Programa de la BBC, Clark va presentar "Turning Points in Twentieth-Century Music", una sèrie de vuit programes de creació pròpia, que miraven als compositors Schoenberg, Stravinsky i Bartók.
Va pronunciar el discurs de commemoració abans del "Concert commemoratiu d'Arnold Schoenberg" del London Opera Guild el 16 de desembre de 1951.
El 1953 Sir William Walton va utilitzar els seus contactes per assegurar una pensió de la Llista Civil per a Clark.
El 1955, Benjamin Frankel va succeir a Clark com a president de l'ISCM. Aquell any van sorgir problemes sobre determinades despeses que Clark havia reclamat mentre era president. Clark va al·legar que Frankel l'havia acusat falsament de frau. Frankel va negar que mai hagués fet cap afirmació d'aquest tipus, però tanmateix va dir que tal afirmació, si l'hagués fet, hauria estat certa. Això va suposar una calúmnia pel que fa a Clark, i va demandar a Frankel al Tribunal Superior. Com a part dels arguments, es van emetre diverses denúncies de subtrames comunistes. Tot i que la suposada calúmnia de Frankel no estava provada, el jurat va exonerar a Clark de qualsevol delicte i va considerar que això significava que la seva integritat estava intacta. Elisabeth Lutyens sempre es va referir a Frankel com a "compositor i ex-col·lega".
El 1960 i el 1961 va utilitzar la seva influència per fer emetre l'òpera Yerma de Denis ApIvor per la BBC després que el "Sadler's Wells Theatre" es negués a muntar la producció (tot i que havia estat encarregada pel Sadler's Wells Trust). Va ser dirigit per Sir Eugene Goossens.
Edward Clark va morir sobtadament d'una trombosi coronària a Londres el 30 d'abril de 1962, als 73 anys. Stravinsky va plorar en saber de la mort de Clark.

## Honors
El 1951 l'"Internationale Gesellschaft für Neue Musik" (IGNM) va concedir a Edward Clark la medalla Arnold Schoenberg.
Clark és un dels selectes grups de membres honoraris de l'ISCM.

## Obres dedicades a Edward Clark
- John Ireland Sonatina per a piano (1926–27)[43][76][77] i un número[Cal aclariment]
 del seu cicle Songs Sacred and Profane (1929).[43]
- Alan Bush's Dance Overture per a Banda Militar (1930).[78]
- Józef Koffler, el primer compositor polonès de dotze tons, va dedicar les seves "Variacions sobre un vals de Johann Strauss", Op. 23 (1935) "À mon ami Edward Clark".[79]
- Anton Webern's orquestració del Ricercare de Johann Sebastian Bach's The Musical Offering[80]
- Elisabeth Lutyens. La primera composició realment seriada, el Concert de cambra núm. 1, es va completar el 1939, l'any després que ella i Clark es fessin socis, i ella li va dedicar.[81]
- Humphrey Searle va escriure un palíndrom musical per a Clark, el seu Quartet per a clarinet, fagot, violí i viola, Op. 12.[82]
- Constant Lambert's Trois pièces nègres pour les touches blanches, per a piano a 4 mans (1949).[83]
- Després de la seva mort, Elisabeth Lutyens va dedicar a la seva memòria Música per a orquestra II (1962).[84][85] Tanmateix, s'havia dibuixat molt abans de la mort de Clark, i ella va negar que el final del coral fos de cap manera un homenatge a ell. Però sí que va reconèixer que havia fet una anotació als compassos 184–185 de la partitura, marcant el moment de la mort de Clark.[86]